# 外事警察
『外事警察』（がいじけいさつ）は、2009年9月26日に日本放送出版協会より刊行された麻生幾による警察小説。「スパイ天国」と称される日本を舞台に公安警察の外事課とテロリストとの壮絶な情報戦争・騙し合いを描いた書き下ろし長編小説。続編となる『外事警察 CODE：ジャスミン』（がいじけいさつ コード ジャスミン）が2011年11月10日に刊行された。
2009年に第1作を原案としたテレビドラマ、2012年にその劇場版として第2作を原案とした映画作品がそれぞれ渡部篤郎主演で制作された。

## 書誌情報
『外事警察』
- 単行本：2009年9月26日発行、日本放送出版協会、ISBN 978-4-14-005565-6
- 文庫本：2012年5月12日発行、幻冬舎文庫、ISBN 978-4-344-41862-2

『外事警察 CODE：ジャスミン』
- 単行本：2011年11月10日発行、日本放送出版協会、ISBN 978-4-14-005612-7
- 文庫本：2014年10月9日発行、幻冬舎文庫、ISBN 978-4-344-42254-4

## テレビドラマ
2009年11月14日から12月19日まで、NHK土曜ドラマで放送。全6話。
2010年1月10日に全6話のアンコール放送がBSハイビジョンで行われたほか、同年3月24日22:00 - 23:29には全6話を89分に再編集した『外事警察スペシャル〜リミックス版〜』が総合テレビで放送された。また、続編である劇場版公開に合わせ、2012年5月4日にはリミックス版が総合テレビで再放送された（同時にニコニコ生放送にて「『外事警察』工作員公開尋問」と題した監督・スタッフ・一部キャストによる実況・解説も行なわれた）。また、同年5月16日より毎週水曜日22:00からNHK BSプレミアムで本編全6話が「プレミアムサスペンス」として放送された。
キャッチコピーは「その男に、騙されるな」。ドラマのタイトルロゴにはタイトルの下に「SOTOGOTO」（ソトゴト、外事警察を表す隠語）と書かれている。テレビドラマ版は原案小説に登場しない人物や、名前は同じでも所属部署や役割が異なる人物が多く登場するなど、原案小説とは異なる点が多い。
第27回ATP賞テレビグランプリ ドラマ部門 優秀賞を受賞。

### あらすじ（テレビドラマ）
警視庁公安部外事第4課作業班長・住本健司。彼をリーダーとするウラ作業班は、対国際テロ捜査を担い、決して世の中に知られることなく秘匿で活動し、時として任務のためには手段を選ばない。そんな住本の下にCIAから、国際テロリスト「フィッシュ」が日本に潜伏しているという情報が流れる。そしてその時期は、各国首脳が出席する「対テロ国際会議」を間近に控えている時でもあった。

### 放送時間
- 本放送：総合テレビ 21:00 - 21:53
- 先行放送：BSハイビジョン 18:00 - 18:53

### 出演者（テレビドラマ）

#### 公安部外事第4課作業班
住本健司（すみもと けんじ）：渡部篤郎（少年時代：北村匠海）
警視庁警部補。公安部外事第4課作業班長。
公安部外事第1課の出身。国際テロ捜査の経験が豊富。テロリストを逮捕するためならどんな冷酷な手段でも行うことから「公安の魔物」「公安が生んだ魔物」と畏怖されている。愛子を「協力者」として利用し、テロリストを追い詰めていく。
松沢陽菜（まつざわ ひな）：尾野真千子
警視庁巡査長。公安部外事第4課作業班。
豊島南警察署刑事課の出身。生え抜きの公安警察官で固められた作業班の中では唯一の畑違いだが、英語力と目立たない風貌が買われ、住本率いる公安部外事第4課作業班に派遣される。冷酷な手段を使う住本に反発していく。
五十嵐彩音（いがらし あやね）：片岡礼子
警視庁巡査部長。公安部外事第4課作業班。
公安部公安第1課の出身。住本の部下だったが、人を騙す外事第4課での仕事に疲れ果て、陽菜と入れ替わりに退職する。
金沢涼雅（かなざわ りょうが）：北見敏之
警視庁巡査部長。公安部外事第4課作業班。
公安部外事第2課の出身。銀行など幅広い場所に協力者を運営しており、あらゆる協力者工作に長けている。住本班のなかでは最年長のベテラン。
久野秀真（ひさの しゅうま）：滝藤賢一
警視庁巡査部長。公安部外事第4課作業班。
公安部外事第1課の出身。外国語が堪能で国際政治に精通している。感情を表に出さないクールなインテリ。映画版では負傷した住本に代わり、一時的に班の指揮を執る。
森永卓也（もりなが たくや）：渋川清彦
警視庁巡査部長。公安部外事第4課作業班。
公安部公安第1課の出身。公安警察官では数少ない武闘派。協力者の防衛要員やバイク追尾を担当する。
大友遥人（おおとも はると）：山本浩司
警視庁巡査部長。公安部外事第4課作業班。
公安部公安総務課の出身。協力者獲得・運営作業には向かず、基礎調査・秘匿追尾を専門とする。特殊機材の調達・分析・管理に長け、秘撮や秘聴を得意とする。
滝沢大聖（たきざわ たいせい）：斎藤歩
警視庁警部。公安部外事第4課係長。
住本の上司。住本を信頼し、作業班の現場活動には口を出さない。ただ、警察庁警備局警備企画課の倉田理事官に住本の情報を密かに伝えている。

#### 協力者とその関係者
下村愛子（しもむら あいこ）：石田ゆり子
理容店の理容師。陽菜とは交通事故以来の知り合い。植物状態となった夫の介護を献身的に続けていたが、テロリストグループの一人、ジュリオ・ロッシと親交があることから「協力者」として選ばれ、住本らに利用されていく。
下村誠一（しもむら せいいち）：二階堂智
愛子の夫。3年前の交通事故で植物状態になった。
ニケ渡辺（ニケ わたなべ）：ルドルフ・マッカラン
住本の協力者の外国人。住本が心から信頼していた数少ない人物。
渡辺昌代（わたなべ まさよ）：遊井亮子（第2話 - ）
ニケの妻。妊娠中。

#### 住本らの周囲の人物
倉田俊貴（くらた としき）：遠藤憲一
警察庁警備局警備企画課の「ZERO」担当の理事官（いわゆる「裏理事官」）。有賀と住本に強い不信感や敵愾心を抱いている。映画版では警察庁警備局長に出世している。
村松久美（むらまつ くみ）：余貴美子
内閣官房長官。日本初の女性総理大臣になると囁かれている。目前に迫る国際テロ対策会議の成功を目論む。
有賀正太郎（ありが しょうたろう）：石橋凌
日本の公安警察のトップである警察庁警備局長。住本の父親の一件を介して、現場の人間である住本とは階級差を超えた組織上ありえない関係が成立している。映画版では内閣情報調査室のトップの役職・内閣情報官に就任している。
久保田岳（くぼた がく）：平岳大
豊島南警察署の刑事。陽菜の元同僚でよき相談相手。外事第4課に配属された陽菜を気にかけている。
住本絵美（すみもと えみ）：奥貫薫
住本の妻。夫が嘘をついていることに気付いている。
住本由樹（すみもと ゆき）：稲垣鈴夏
住本の娘。
住本栄司（すみもと えいじ）：堀部圭亮、住本妙子（すみもと たえこ）：占部房子
住本の亡き両親。父・栄司は警視庁公安部外事第1課の公安警察官であったが、同僚であった有賀の代わりにモスクワへ赴き、寝たきりになった。

#### テロリストグループ
ジュリオ・ロッシ：チェホ・イムレ
外国人バー「アレス」の雇われ店長。愛子に取り入っている。
カリオ・クレメンテ：ロア・アラン

#### アメリカ側の人物
ジム・コンラッド：イアン・ムーア
CIA東京支局長。
ウィリアム・スペイダー：グレゴリ・ペーカー
世界的警備会社の重役。元CIA。

#### その他の人物
- 谷村博：田口トモロヲ（第1話）

谷村テック社長。高性能の爆発物探知機を製造する技術を持っている。主力製品だったガス探知機の事故が原因で家庭が崩壊しつつある。
- 谷村佳代（別居中の谷村の妻）：小林美江（第1話）
- ファンドの男（資金繰りに追われる谷村に融資を持ちかける）：陰山泰（第1話）
- 佐田由紀子（ガス事故で死亡した男性の妻）：吉田羊（第1話）
- ラモン・バルガス：エディ・サイトウ（第1-2話）

外交官。谷村に爆発物探知機の技術提供を求める。
- アルトゥール・マルケス：リスカ・スプナー(第2話)
- 前野透（内閣官房）：鷲生功（第3-5話）
- 下村誠一の主治医：並樹史朗（第3話）
- 看護師：吉井有子（第3話）
- 尾崎毅（警察庁国際テロ対策室長）：升毅（第4-最終話）
- 近藤仁志（警視庁公安部長）：嶋田久作（第4-最終話）
- 和泉大我（外事技術調査室技官）：中村靖日（第4話）
- 稲垣純也（警察庁幹部）：片岡弘鳳（第4-最終話）
- 中島哲司（警察庁幹部）：遠山俊也（第4-最終話）
- ジョン・リー：パク・ソヒ(第4話‐最終話)
- 団地の管理人：飯島大介（第4話）
- 西村順平：中村太一(第4話)
- 須藤勲：中野剛(第5話)

### スタッフ（テレビドラマ）
- 原案：麻生幾『外事警察』（NHK出版）
- 脚本：古沢良太
- 音楽：梅林茂
- 演出：吉村芳之、堀切園健太郎、梶原登城
- 制作総括：訓覇圭、高橋練
- 制作主任：高瀬大樹
- 共同制作：NHKエンタープライズ
- 制作・著作：NHK

### 放送日程
| 各話                                            | 放送日         | サブタイトル       | 演出         | 視聴率 |
| ----------------------------------------------- | -------------- | ------------------ | ------------ | ------ |
| 第1話                                           | 2009年11月14日 | テロリスト潜入!    | 吉村芳之     | 6.6%   |
| 第2話                                           | 2009年11月21日 | 協力者             | 堀切園健太郎 | 4.9%   |
| 第3話                                           | 2009年11月28日 | 囮（おとり）       | 梶原登城     | 5.2%   |
| 第4話                                           | 2009年12月05日 | 裏切り             | 吉村芳之     | 5.5%   |
| 第5話                                           | 2009年12月12日 | 突入               | 堀切園健太郎 | 4.1%   |
| 最終話                                          | 2009年12月19日 | その男に騙されるな | 堀切園健太郎 | 4.7%   |
| 平均視聴率 5.2%（ビデオリサーチ調べ・関東地区） |                |                    |              |        |

### 関連商品（テレビドラマ）

#### DVD・Blu-ray（テレビドラマ）
- 外事警察 DVD-BOX（2010年3月26日発売、販売元：アミューズソフトエンタテインメント、3枚組）
  - ディスク1映像特典
    - スポット集（プレマップ（2分版・5分版）、プレス用ダイジェスト）
    - ノンクレジットエンディング

  - ディスク2映像特典
    - 完成記者会見
    - 渡部篤郎と石田ゆり子が語る『外事警察』（インタビュー&メイキング）

  - ディスク3映像特典
    - 未公開シーン集
    - スパイグッズシーン集

  - 封入特典
    - 原案・麻生幾の秘匿ファイル（封筒入り48Pブックレット）
    - ブックレット（24P）

  - 特製アウターケース付きデジパック仕様

#### 書籍（テレビドラマ）
- NHKドラマ版コミック「外事警察 -公安が生んだ魔物-」（2012年5月21日発売、作画：銀河水、金正壽、コミック脚本：加藤礼次朗）

| NHK 土曜ドラマ                          | NHK 土曜ドラマ                       | NHK 土曜ドラマ                               |
| 前番組                                  | 番組名                               | 次番組                                       |
| --------------------------------------- | ------------------------------------ | -------------------------------------------- |
| チャレンジド （2009.10.10 - 2009.11.7） | 外事警察 （2009.11.14 - 2009.12.19） | 君たちに明日はない （2010.1.16 - 2010.2.27） |

## 映画
『外事警察 その男に騙されるな』（がいじけいさつ そのおとこにだまされるな、英題：BLACK DAWN）として映画化され、2012年6月2日に日本公開、同年11月8日には韓国でも公開された。原案は『外事警察 CODE：ジャスミン』。2009年に放送されたテレビドラマの劇場版であり、渡部篤郎、尾野真千子などテレビドラマ版のキャストに加え、キム・ガンウ、イム・ヒョンジュンをはじめとする韓国人キャスト、真木よう子、田中泯らが出演。スタッフにはテレビドラマ版の演出も手掛けた堀切園健太郎監督をはじめ、『ハゲタカ』の制作チームが集結した。
全国235スクリーンで公開され、2012年6月2、3日の初日2日間で興収7,229万1,600円、動員5万8,501人になり映画観客動員ランキング（興行通信社調べ）で初登場第7位となった。

### 出演者（映画）

#### オリジナルキャスト
- 住本健司：渡部篤郎
- 松沢陽菜：尾野真千子
- 金沢涼雅：北見敏之
- 久野秀真：滝藤賢一
- 森永卓也：渋川清彦
- 大友遥人：山本浩司
- 倉田俊貴：遠藤憲一
- 村松久美：余貴美子
- 有賀正太郎：石橋凌

#### 映画版からの出演者
安民鉄（アン・ミンチョル）：キム・ガンウ
奥田交易従業員、正秀の側近。在日三世。住本班による監視をいち早く察知し、住本に警告を発する。
奥田果織（おくだ かおり）：真木よう子
奥田交易専務。前夫の蒸発で多額の借金を背負い、娘の琴美を児童養護施設に預けていたが、正秀と知り合って再婚する。現在は琴美を引き取り、三人で暮らしている。
夫の正秀に工作員の疑いがあることから、住本に「協力者」として取り込まれる。
奥田正秀（おくだ まさひで） / 金正秀（キム・ジョンス）：イム・ヒョンジュン
果織の夫。5年前に来日。2年前に果織と結婚して日本国籍を取得し、奥田交易を設立。
出張を装って密輸などを行なう工作員の疑いがあり、住本班に素性を探られることになる。
奥田琴美（おくだ ことみ）：豊嶋花
果織の娘。5歳。心理的ショックのため、言葉を話せない。
徐昌義（じょ まさよし）：田中泯
在日二世の技術者。日本で原子力技術を学び、26年前に日本に妻子を残して祖国の朝鮮半島へ渡る。
朝鮮半島でのウラン流出の時期を同じくして、祖国からも姿を消す。
- チェ・ギルソン（元・軍高官）：イ・ギョンヨン（特別出演）
- 朴（NIS捜査官）：キム・ウンス
- ブローカーの男：パク・ウォンサン（特別出演）
- 医師 ：ヨシダ朝
- 看護師 ：安部智凛
- NIS女性捜査官：ユン・タギョン

### スタッフ（映画）
- 原案：麻生幾『外事警察 CODE：ジャスミン』（NHK出版）
- 脚本：古沢良太
- 音楽：梅林茂
- 監督：堀切園健太郎
- 製作：細野義朗、遠藤茂行、木下直哉、福原英行、山本浩、小崎宏、喜多埜裕明、佐藤寿美、加茂正治、唐沢徹、溝口明秀、吉鶴義光、大橋善光
- プロデューサー：訓覇圭、岩倉達哉
- 制作主任：高瀬大樹
- 撮影：相馬和典
- 照明：鈴木岳
- 録音：吉田憲義
- VFXスーパーバイザー：オダイッセイ
- 編集：鈴木真一
- 美術：杉本亮
- 制作プロダクション：NHKエンタープライズ
- 配給：S・D・P / 東映
- 製作：「外事警察」製作委員会（S・D・P、東映、木下グループ、東映ビデオ、博報堂、博報堂DYメディアパートナーズ、Yahoo! JAPAN、NHKエンタープライズ、ローソン、ぴあ、NHK出版、ツイン、読売新聞社）

### 主題歌
- ブルーノ・マーズ「Grenade」（ワーナーミュージック・ジャパン）[注 3]

### 製作
テレビドラマ版の放送に先立ち、その脚本を読んだS・D・Pのプロデューサー・岩倉達哉がすぐさまNHKエンタープライズに映画化を持ちかけ、テレビドラマ放送終了後の2010年1月に東映が配給に内定し、映画化されるに至った。脚本家の古沢良太も加わって企画を錬るにあたり、新たな題材を求めて原案の作者である麻生や警察、防衛関係者などに取材を行った結果、タブーとされる「朝鮮半島」「核兵器」というテーマに挑むこととなった。
撮影は2011年8月にクランクインし、9月からは約3週間に及んで国内及び韓国のソウルと釜山にてロケが行なわれた。撮影は日韓のスタッフによって行われたほか、実際の外事警察経験者による技術監修も行われた。
映画化にあたっては、映像にも新たな工夫が加えられた。撮影にはフィルムライクな映像が撮影できるアレクサを使用し、映像制作にあたっては映画フィルムの銀残しという現像技術を応用する事で「外事警察」シリーズ独特の暗さを強調した映像に磨きがかけられた。

### 関連商品（映画）

#### DVD・Blu-ray（映画）
- 外事警察 その男に騙されるな Blu-ray / DVD（2012年11月21日発売、発売元：東映ビデオ、販売元：東映、1枚組）
  - 映像特典
    - メイキング
    - 未使用映像集
    - イベント映像集
    - 特報・劇場予告編
    - TVスポット集
    - 外事機密ファイル（Blu-ray版限定の映像・音声特典）
    - ポスターギャラリー

  - 初回限定特典
    - “麻生幾”書き下ろし作品 短編小説「アドフォックの男」（24P）

#### サウンドトラック
- 映画 外事警察 その男に騙されるな オリジナル・サウンド・トラック（2012年5月25日発売、発売元：NHKエンタープライズ）

#### 書籍（映画）
- 外事警察 その男に騙されるな オフィシャルガイドブック（2012年5月12日発売、発行元：東京ニュース通信社）
- 外事警察 その男に騙されるな（2012年5月16日発売、著：杉江松恋、発行元：イースト・プレス） - ノベライズ